# Brugmansia
Brugmansia Pers. è un genere di angiosperme dicotiledoni appartenente alla famiglia delle Solanacee.
Le specie di questo genere possono essere tossiche.
Tutte le sette specie sono elencate dalla lista rossa IUCN  come estinte in natura, anche se sono piante ornamentali molto diffuse e si sono ri-naturalizzate in molte aree dopo una reintroduzione.

## Descrizione
Il genere Brugmansia comprende specie legnose (arbusti e piccoli alberelli spesso con fusti ramificati).  Le foglie sono a fillotassi alterna, spesso pelose.

## Tassonomia
Linneo per primo classificò queste piante come parte del genere Datura con la sua descrizione di Datura arborea (oggi Brugmansia arborea (L.) Steud.) nel 1753.
Nel 1805, Christiaan Hendrik Persoon li trasferì in un genere separato, Brugmansia, denominato in onore del naturalista olandese Sebald Justinus Brugmans
Il genere comprende le seguenti specie:
- Brugmansia arborea (L.) Sweet (Ande - Ecuador e Cile settentrionale)
- Brugmansia aurea Lagerh. (Ande - dal Venezuela all'Ecuador)
- Brugmansia insignis (Barb.Rodr.) Lockwood ex R.E. R.E.Schult. (Ande pedemontane orientali - Colombia, Bolivia, e occasionalmente Brasile)
- Brugmansia sanguinea (Ruiz & Pav.) D.Don (Ande - Colombia e Cile settentrionale)
- Brugmansia suaveolens (Willd.) Sweet (Brasile)
- Brugmansia versicolor Lagerh. (Ecuador)
- Brugmansia vulcanicola (A.S.Barclay) R.E.Schult.. (Ande - dalla Colombia all'Ecuador)